# Герман (Копцевич)
Архієпископ Герман (в миру Григорій Копцевич, рос. Григорий Копцевич; 1685, Річ Посполита  — 25 липня 1735, Холмогори, Східна Карелія)  — український релігійний діяч, богослов та педагог.
Єпископ Російської православної церкви в добу Російської імперії, архієпископ Архангельський та Холмогорський.

## Життєпис
Належав до родини шляхтичів.
Про Києво-Печерську Лавру відгукувався як, «рос. ідеже он і братія єго воспитани». Спочатку навчався у Київській Академії, потім слухав філософію та богослов'я у Львові.
У 30 років був пострижений в чернецтво у Києво-Печерській Лаврі.
У Києві виступав як проповідник і був призначений управителем Києво-Печерською типографією.
У 1721 р. ректор Московської академії Феофілакт (Лопатинський) клопотався перед синодом про те, аби прислали Копцевича до Московської академії. Києво-Печерський архімандрит Йоаникій Сенютович вказував на те, що Копцевич «дуже хворий на гарячку та очі і мало що бачить», і прохав для нього піврічної відстрочки. Коли у червні 1722 р. Копцевич приїхав до Москви, але був дуже хворий. Ректор Гедеон (Вишневський) зазначив, що «немоществующим главною очною болезнью» і прохав відправити його до лікаря «до пана доктора Миколи Ламбертовича Бидлу чи до іншого, що на очній хворобі розуміється.., щоби і надалі міг бути корисним у працях шкільних».
Після лікування у Московському шпиталі Герман приступив до викладацької роботи у Московській духовній академії: у 1726 р. через хворобу префекта Платона Малиновського викладав філософію, а у вересні 1727 р. - богослов'я.
У серпні 1728 р. був назначений на ректора та архімандрита Заіконоспаського монастиря. У тому ж році було заборонено приймати до академії солдатських та селянських дітей, через що виник недобір учнів. У 1730 р. прохав синод «рос. о милостивом призрении ко оной Академии, дабы преподаяние учения во оной Академии за умалением числа учеников не пресекалося и ему в молчание и нерадение не причлось».
Окрім виконання ректорських обов'язків займався проповідництвом серед іновірців, зокрема татар, башкирів. Також займався господарством монастиря.
13 квітня 1731 р. призначений архієреєм Холмогор.
2 травня 1731 р. — хіротонія в Московському успенському соборі і 16-го червня отримав сан архієпископа та титул Архангельського і Холмогорського замість колишнього титулу Холмогорського та Важського. Як тільки приїхав до єпархії відразу зайнявся ремонтом катедрального собору та архієрейського будинку. Піклувався розвитком семінарії. Герман пробув у Холмогорській єпархії 4 роки.
Помер 25 липня (згідно звіту архієрейського скарбника, 24-го) о 6 годині ранку і був похований у Холмогорському Преображенському катедральному соборі.  
Згідно заповіту, складеному 8 липня 1735 р., у Германа виявилося тисяча рублів; найкращі ряси він заповів Феофану Прокоповичу та його найближчим клевретам Леоніду Петровському та Питириму Нижньогородському.